# Matt Wagner
Pour les articles homonymes, voir Wagner.
Compléments
auteur de Mage et de Grendel
Matt Wagner est un dessinateur et scénariste américain de bande dessinée né le 9 octobre 1961 et connu en particulier pour les séries Grendel et Mage.

## Biographie
En 1982, Gerry Giovinco, Phil Lasorda et Bill Cucinotta, trois jeunes étudiants aux Beaux-Arts décident de fonder leur propre maison d'édition pour publier leurs créations. La petite entreprise est nommée Comico. Leur premier comics, intitulé Primer est en noir et blanc et accueille leurs séries. Dans le second numéro de cette anthologie, ils sont rejoints par leur ami Matt Wagner qui a alors une vingtaine d'années et qui propose sa première histoire de Grendel. Bien que cette série soit promise à un bel avenir, elle est alors de qualité médiocre. Par la suite Wagner crée, toujours chez Comico, la série Mage ; Grendel est alors une série complémentaire dans ce comics. Cependant, Wagner fait de ce personnage le héros de plusieurs mini-séries. Finalement, les aventures de Grendel comptent plus de 50 épisodes. Outre ses propres séries, il a également travaillé sur diverses bandes dessinées de DC Comics, notamment Batman ou Sandman Mystery Theatre..
Il a réalisé plusieurs couvertures, notamment pour Green Arrow.
Il travaille actuellement[Quand ?] sur un spin-off du Frelon vert.

## Publications
Son œuvre en tant que dessinateur et scénariste de bande dessinée comprend :
- Grendel (Comico/Dark Horse, 1983-)
- Mage (Comico/Image Comics, 1984-) en collaboration avec Sam Kieth à l'encrage.
- The Demon (DC, 1987)
- The Terminator: One Shot (roman graphique, avec l'écrivain James Robinson, Dark Horse Comics, 1991)
- Doctor Mid-Nite (DC, 1999)
- Batman/Superman/Wonder Woman: Trinity (script et artworks, DC, 2003)
- Batman: Faces paru en série dans Legends of the Dark Knight (DC) paru en Français dans : "Batman Legend #1" (Semic, février 1996)
- Batman/Riddler: The Riddle Factory (DC)
- Sandman Mystery Theatre (DC)
- Batman et les Monstres (DC, 2006)
- Batman et le moine fou (DC, 2006–2007)
- Madame Xanadu (avec la dessinatrice Amy Reeder Hadley, Vertigo, 2008–2010)

## Prix et récompenses
- 1993 : 
  - Prix Eisner de la meilleure mini-série pour Grendel : L'Enfant guerrier (avec Patrick McEown)
  -  Prix Haxtur de la meilleure histoire courte pour Sandman : La Saison des brumes, chap. 4 (avec Neil Gaiman)
- 1999 : Prix Eisner de la meilleure histoire pour  « Devil's Advocate », dans Grendel: Black, White and Red no 1 (avec Tim Sale)